# نيك كليمنتس
جورج نيك كليمنتس George Nick Clements (5 أكتوبر 1940 – 30 أغسطس 2009) عالم لغويات أمريكي متخصص في علم الفونولوجيا (الصواتة). ولد بولاية أوهايو الأمريكية وتلقى تعليمه في جامعات ييل وباريس ولندن. حصل على درجة الدكتوراه من كلية الدراسات الشرقية والأفريقية بجامعة لندن عام 1973 بأطروحة عن لغة الإيوي (إحدى لغات غانا)، واشتهر بأبحاثه الخاصة بنظريات المقاطع الصوتية والنغم وملامح الأصوات، مع التركيز بشكل خاص على اللغات الأفريقية.
شغل كليمنتس منصب أستاذ زائر في معهد ماساتشوستس للتكنولوجيا في الفترة 1973-1975، وبعدها عُيّن في جامعة هارفارد حتى عام 1982 ثم جامعة كورنيل حتى عام 1991 قبل أن ينتقل إلى مركز البحوث العلمية في باريس (C.N.R.S) عام 1992. توفي بولاية ماساتشوستس بعد إصابته بالسرطان عن عمر 68 عاما.